# ألان ماهر
ألان ماهر (بالإنجليزية: Allan Maher)‏ (21 يوليو 1950 - ) هو لاعب كرة قدم أسترالي في مركز حراسة المرمى، شارك في كأس العالم 1974. وشارك مع منتخب أستراليا لكرة القدم. أما مع النوادي، فقد لعب مع ماركوني ستاليونز وSutherland Sharks FC ‏.

## وصلات خارجية
- ألان ماهر على موقع الاتحاد الدولي (مؤرشف)  (الإنجليزية)
- ألان ماهر على موقع ناشيونال فوتبول تيمز (الإنجليزية)
- ألان ماهر على موقع عالم كرة القدم.نت (الإنجليزية)